# Arme des Carabiniers
Pour les articles homonymes, voir Carabiniers.
L'Arme des Carabiniers (en italien : Arma dei Carabinieri) est le corps national de gendarmerie de la République italienne. Elle est chargée de missions de police et de maintien de l'ordre. Elle constitue une armée depuis 2000, équivalente à l'armée de terre, à la marine ou à l'armée de l'air dans l'armée italienne.

## Dénomination dans les langues minoritaires d'Italie

Emblème de l'Arme des Carabiniers

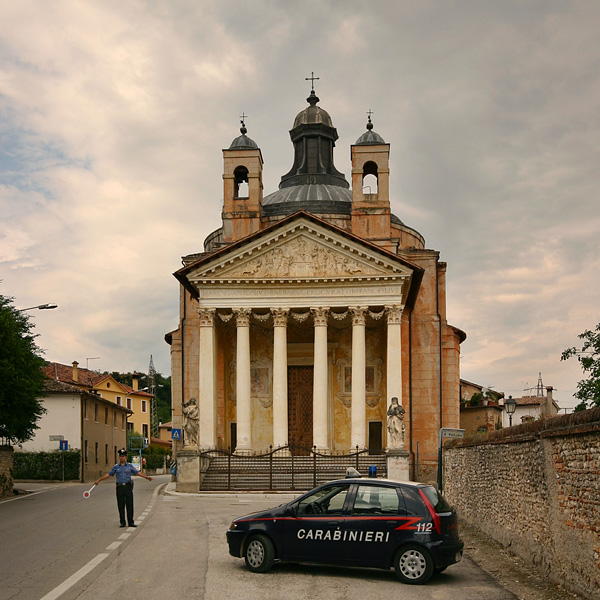
Carabinieri en action, devant la villa Barbaro dite villa Volpi.

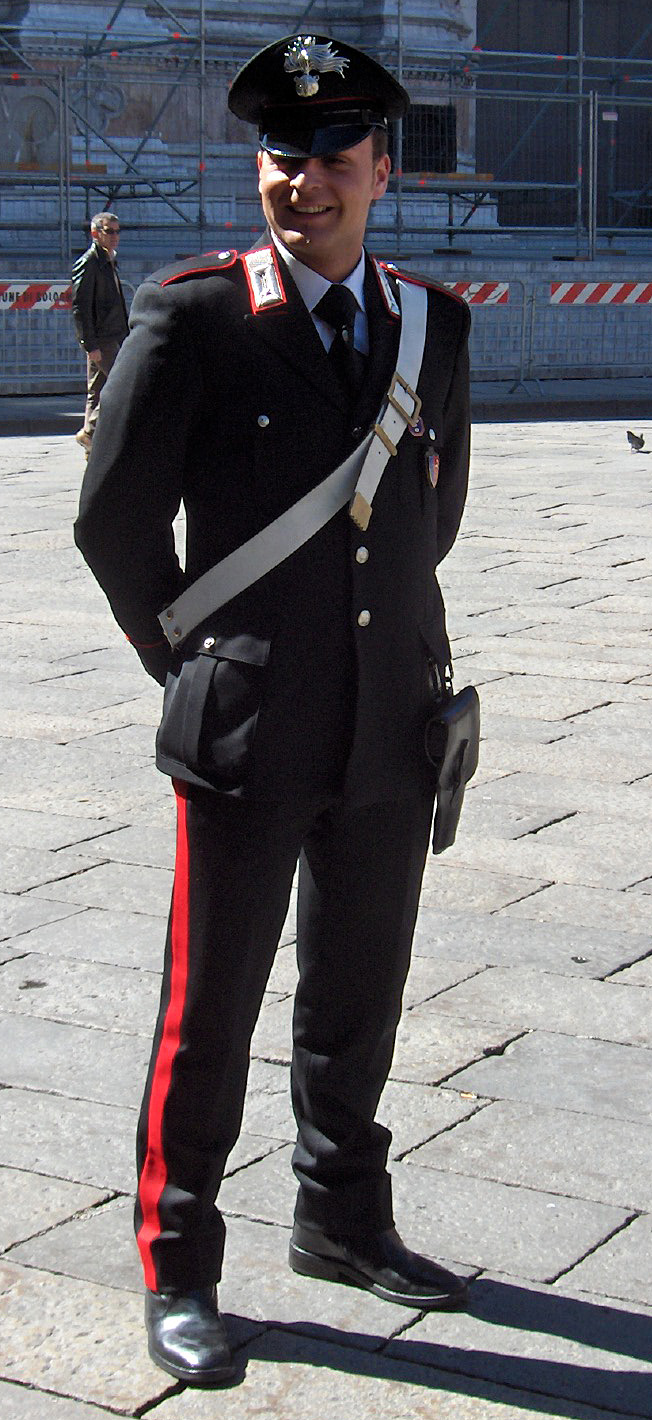
Agent des Carabinieri en 2006, à Bologne

La région autonome Vallée d'Aoste, où le français est officiel avec l'italien (régime de bilinguisme), utilise la forme originale en français, « Carabiniers ».
Dans la province autonome de Bolzano, bilingue italien-allemand, après une période d'utilisation du terme « Gendarmerie », la variante italophone Carabinieri a été intégrée au niveau officiel aussi dans l'usage de la minorité germanophone.
Dans la région Frioul-Vénétie Julienne, dans les communes bénéficiant d'un régime de bilinguisme italien-slovène, les carabinieri sont aussi appelés Karabinjerji.

## Histoire et traditions

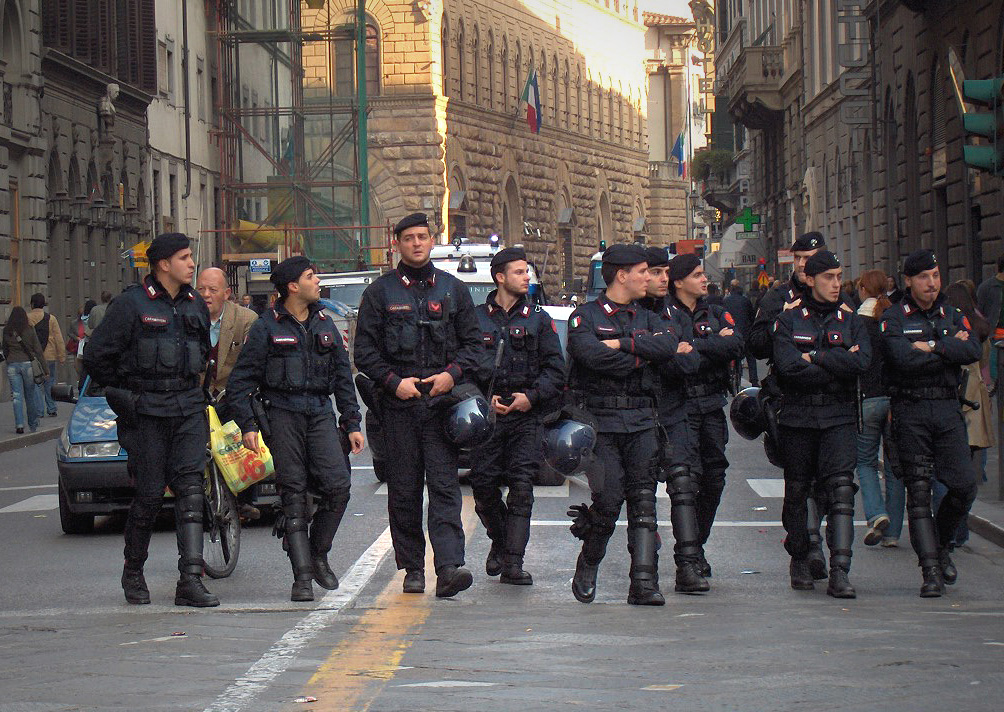
Patrouille de Carabinieri à Florence (2005).

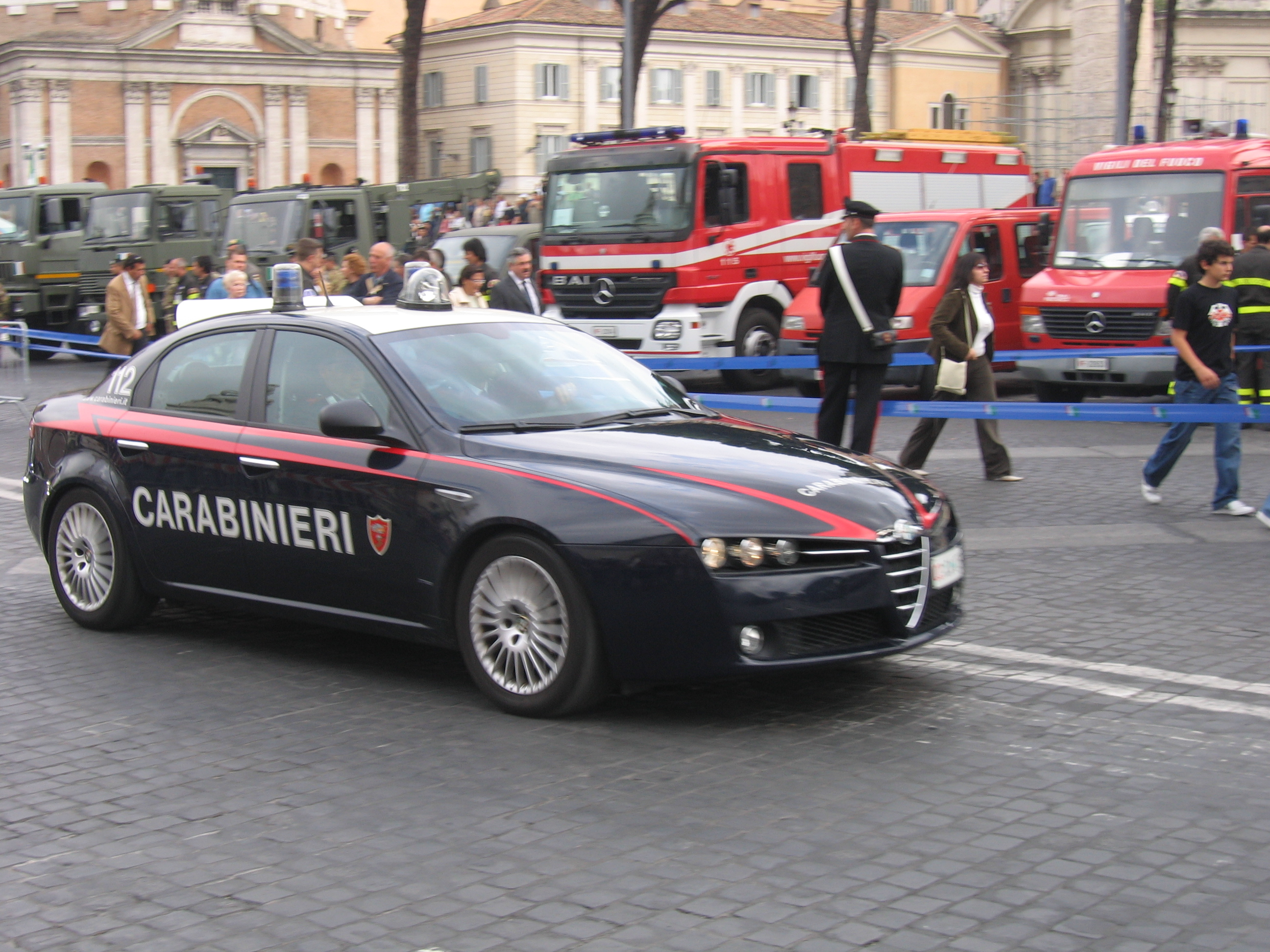
Alfa Romeo 159 version "Gazzella" des carabiniers.

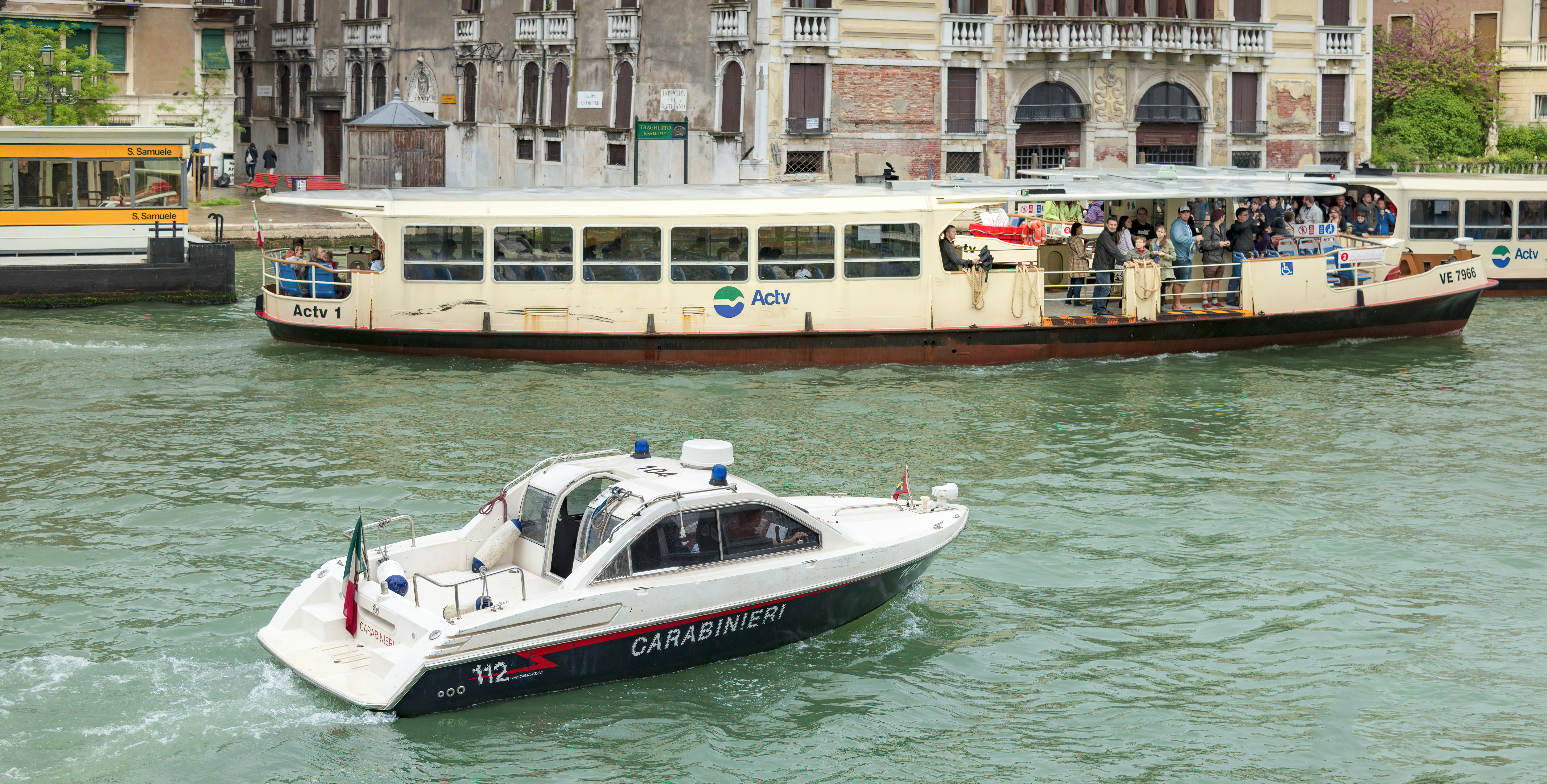
Vedette des Carabinieri à Venise.

### Origines
À l'origine, les Carabinieri sont une troupe à cheval et à pied armés de carabines ou d'arquebuses. Le nom Carabinieri vient du mot carabine qui désignait un mousqueton ou fusil court de cavalerie. L'armée montée fut dès que possible équipée d'armes à feu, pistolets et carabines servant à entretenir un feu par salves. Le premier rang de la troupe qui avançait au trot tirait avant de s'effacer, le second rang déchargeait alors ses armes tandis que ceux qui se situaient à l'arrière se reformaient en ordre de bataille et rechargeait. Dans ce mouvement militaire appelé caracole, un escadron tournait par rang et non par ligne. Sous l'influence de Frédéric II de Prusse, le recours à la charge à l'arme blanche et au galop se généralisa.

### Création du corps actuel des Carabinieri
L’ancien corps des Carabinieri du Roi fut fondé à Turin par le roi de Sardaigne Victor-Emmanuel Ier par les lettres patentes du 13 juillet 1814, avec la double fonction de défense de l’État — il est alors placé au premier rang par rapport aux autres corps d’armée —, et d’organisme de police, avec des tâches et des prérogatives spéciales.
Les Carabinieri furent dotés d’un uniforme particulier de couleur turquoise, décoré de brandebourgs en argent au col et sur les parements, aux revers écarlates aux pans de l’uniforme, épaulettes frangées blanches pour les carabiniers à cheval, bleu ciel pour les carabiniers à pied et le caractéristique chapeau à deux pointes appelé familièrement lucerna. Cet uniforme est encore aujourd’hui en vigueur et il est porté lors des cérémonies solennelles.

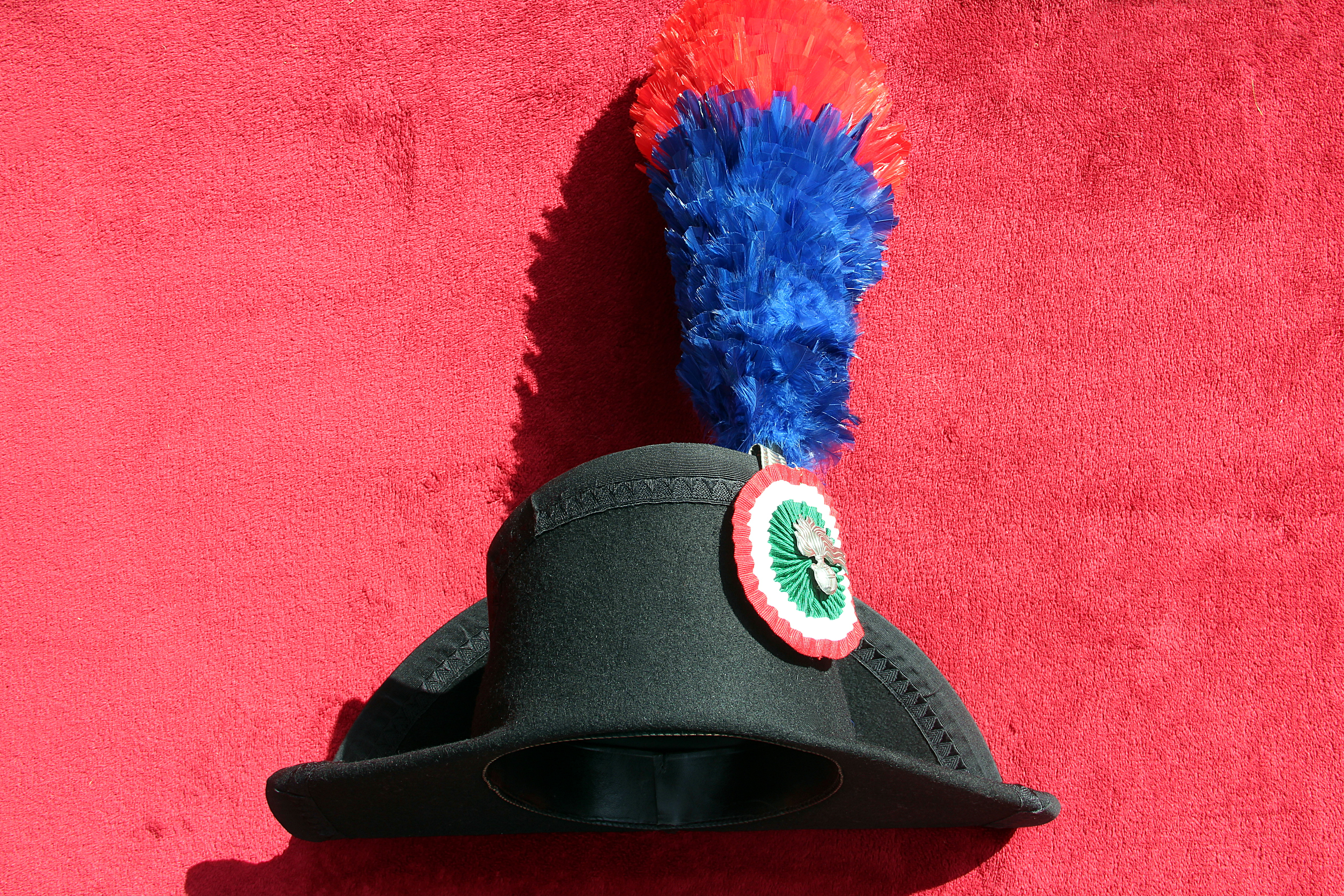
Chapeau de la grande tenue des Carabiniers italiens (lucerna).

La composition du corps des Carabinieri est arrêté en août 1814. Il se compose de 27 officiers, 4 maréchaux des logis à pied et 13 à cheval, 51 brigadiers à pied et 69 à cheval, 272 carabiniers à pied et 367 à cheval, soit un total de 803 hommes.
Le corps a une structure territoriale qui s’articule en « divisions » (une dans chaque province), celles-ci étant composées de « compagnies », divisées à leur tour en « lieutenances ». Ces dernières exercent une action de commandement et de coordination des « brigades » bien distribuées sur tout le territoire de l’État, en contact direct avec la population. Cette troupe est en effet rapidement destinée à des missions de sécurité intérieure (maintien de l'ordre, protection des citoyens).En 1868, une unité spéciale de Carabinieri à cheval a été constituée : les corazzieri, destinés à l’escorte et à la sécurité du roi puis du président de la République depuis 1946.

### Participation aux guerres d'indépendance
Les Carabinieri à cheval s'illustrèrent pendant la première guerre d'indépendance (1848-49). Dès le début des hostilités, ils furent engagés sur différents terrains. Le drapeau des Carabinieri fut décoré de la médaille d'argent de la valeur militaire à la suite d'une charge à Pastrengo devenue célèbre.
Au cours de la campagne d'Italie de 1859, l'état-major ne mobilisa qu'un seul escadron réparti en détachements d'une douzaine d'hommes qui assuraient des patrouilles de reconnaissance et le courrier.
Les Carabinieri furent de nouveau engagés pendant troisième guerre d'indépendance. Ils s'illustrèrent notamment lors de la charge de Custoza sous le commandement du général Gaetano Gatto Ainis.

### Après l'unité italienne

Chars Leopard 1A2 du 13e bataillon de carabiniers durant la guerre froide.

Avec l’unité de l'Italie, le territoire, plus vaste, détermina l’augmentation du nombre des « divisions » qui furent placées sous les ordres des commandements opérationnels appelés « légions territoriales ». Le 24 janvier 1861, le corps prit le rang de « première arme » de la nouvelle armée nationale pour assumer par la suite le rang de force armée le 31 mars 2000.
Les Carabinieri participèrent aux deux guerres mondiales.

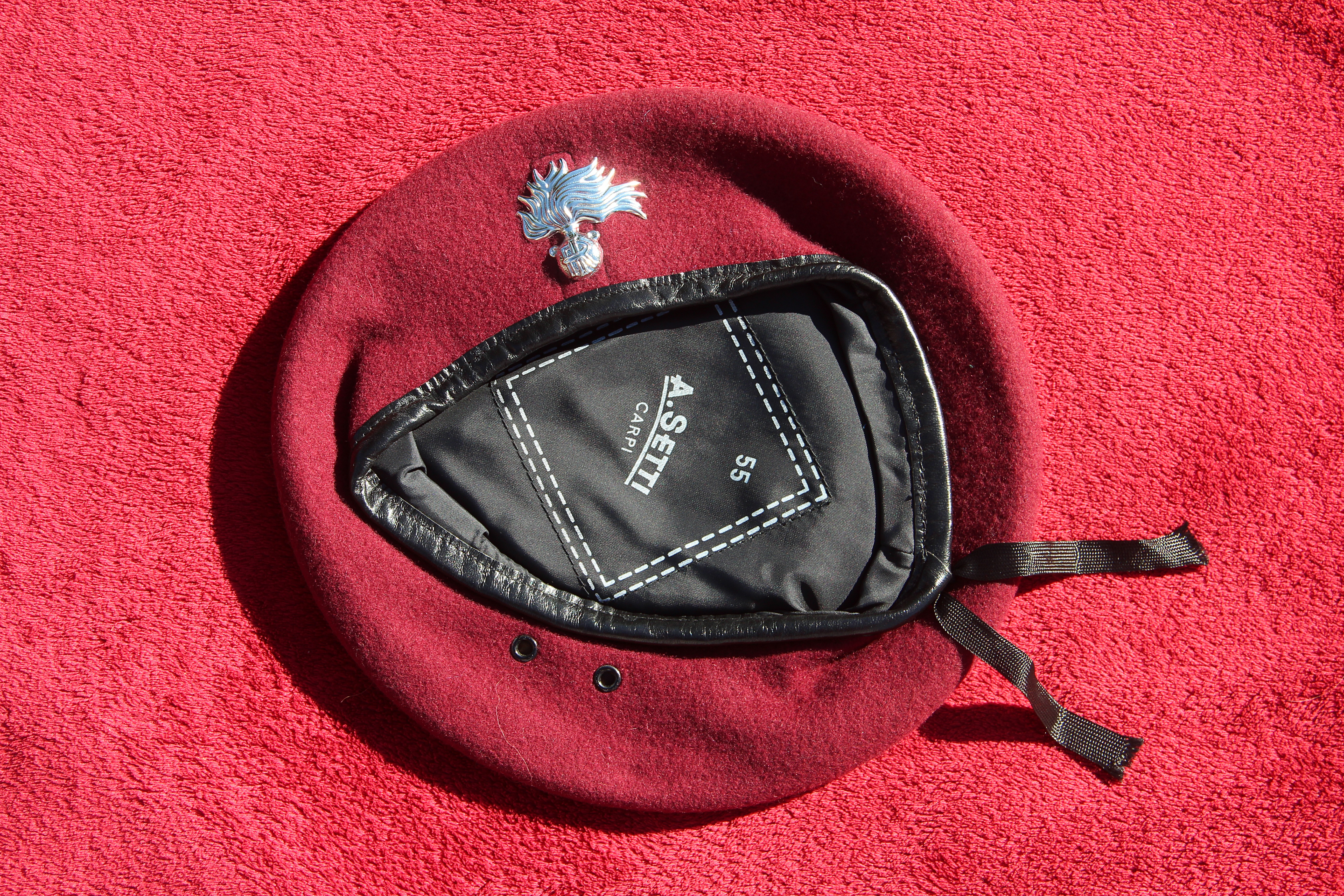
Béret de carabinier parachutiste italien.

Toutes ces prérogatives et la présence des Carabinieri jusque dans les plus petits centres habités de l'Italie étaient et sont encore aujourd’hui une des plus importantes caractéristiques de l’institution.
En tant qu'unité militaire, certaines composantes disposent de moyens lourds, tels des blindés et des armes antichar. Ces composantes sont déployées dans toutes les interventions des forces armées italiennes, de la Somalie à l'Irak en passant par le Kosovo.
Le 31 décembre 2016 ont été transférés aux Carabiniers le personnel et l'équipement des Corps forestier d'État supprimés.

## Grades dans l'Arme des carabiniers

### Officiers
| Hiérarchie des grades des officiers de l'Arme des carabiniers | Hiérarchie des grades des officiers de l'Arme des carabiniers | Hiérarchie des grades des officiers de l'Arme des carabiniers | Hiérarchie des grades des officiers de l'Arme des carabiniers | Hiérarchie des grades des officiers de l'Arme des carabiniers | Hiérarchie des grades des officiers de l'Arme des carabiniers | Hiérarchie des grades des officiers de l'Arme des carabiniers | Hiérarchie des grades des officiers de l'Arme des carabiniers | Hiérarchie des grades des officiers de l'Arme des carabiniers | Hiérarchie des grades des officiers de l'Arme des carabiniers | Hiérarchie des grades des officiers de l'Arme des carabiniers | Hiérarchie des grades des officiers de l'Arme des carabiniers |
| Rôle | Ufficiali generali                                            | Ufficiali generali                                            | Ufficiali generali                                            | Ufficiali generali                                            | Ufficiali generali                                            | Ufficiali superiori                                           | Ufficiali superiori                                           | Ufficiali superiori                                           | Ufficiali inferiori                                           | Ufficiali inferiori                                           | Ufficiali inferiori                                           |
| Code OTAN | OF-8                                                          | OF-8                                                          | OF-8                                                          | OF-7                                                          | OF-6                                                          | OF-5                                                          | OF-4                                                          | OF-3                                                          | OF-2                                                          | Ufficiali Subalterni OF-1                                     | Ufficiali Subalterni OF-1                                     |
| --- | ------------------------------------------------------------- | ------------------------------------------------------------- | ------------------------------------------------------------- | ------------------------------------------------------------- | ------------------------------------------------------------- | ------------------------------------------------------------- | ------------------------------------------------------------- | ------------------------------------------------------------- | ------------------------------------------------------------- | ------------------------------------------------------------- | ------------------------------------------------------------- |
| épaulette |                                                               |                                                               |                                                               |                                                               |                                                               |                                                               |                                                               |                                                               |                                                               |                                                               |                                                               |
| Nom en italien | Comandante generale dell'Arma dei Carabinieri                 | Vicecomandante generale dell'Arma dei Carabinieri             | Generale di corpo d'armata                                    | Generale di divisione                                         | Generale di brigata                                           | Colonnello                                                    | Tenente colonnello                                            | Maggiore                                                      | Capitano                                                      | Tenente                                                       | Sottotenente                                                  |
| Traduction française | Commandant général de l'Arme                                  | Vice-commandant général de l'Arme                             | Général de corps d'armée                                      | Général de division                                           | Général de brigade                                            | Colonel                                                       | Lieutenant- colonel                                           | Chef d’escadron - commandant                                  | Capitaine                                                     | Lieutenant                                                    | Sous-lieutenant                                               |
| Notes: 1 La fonction de "comandante generale dell'Arma" (commandant général de l'Arme) est attribuée exclusivement à l’officier "generale di corpo d'armata" (général de corps d'armée) des carabiniers. 2 La fonction de "vice-comandante generale dell'Arma" (vice-commandant général de l'Arme) est attribuée exclusivement à l’officier "generale di corpo d'armata" (général de corps d'armée) des carabiniers. |                                                               |                                                               |                                                               |                                                               |                                                               |                                                               |                                                               |                                                               |                                                               |                                                               |                                                               |

### Sous-Officiers
|  |  |  |  |  |  |  |  |  |  |  |  |  |

| Appuntato scelto Appointé choisi | Appuntato Appointé | Carabiniere scelto Carabinier choisi | Carabiniere3 Carabinier |

## Institutions européennes
L'armée des Carabinieri est membre fondateur de l'Association internationale de gendarmeries et forces de police à statut militaire (FIEP). Elle est également membre fondateur de la Force de gendarmerie européenne.